# Iwan Stułow
Iwan Andriejewicz Stułow (ros. Иван Андреевич Стулов, ur. 5 września?/18 września 1904 we wsi Szambowo w guberni wołogodzkiej, zm. 15 lutego 1964 w Moskwie) – radziecki wojskowy i działacz partyjny, I sekretarz Komitetu Obwodowego Komunistycznej Partii (bolszewików) Białorusi w Witebsku (1938-1944).
Od 1920 w Armii Czerwonej, od 1925 działacz Komsomołu, od 1926 w WKP(b). Od lipca 1938 do lipca 1944 I sekretarz Komitetu Obwodowego KP(b)B w Witebsku, od 20 maja 1940 do 15 lutego 1949 członek KC KP(b)B, podczas II wojny światowej członek Rady Wojskowej 4 Armii Uderzeniowej. Od października 1944 do września 1945 kierownik Wydziału Transportowego i zastępca sekretarza KC KP(b)B, później funkcjonariusz partyjny w Moskwie, od 1954 w pracy pedagogicznej w Moskwie. Odznaczony Orderem Lenina (28 lutego 1939) i Orderem Czerwonego Sztandaru.